# Harriet Miers
Harriet Miers (10. kolovoza 1945. -), američka pravnica koja trenutno obavlja funkciju glavne pravne savjetnice Bijele kuće. 
Rođena je u Dallasu, u Teksasu. Privatnom pravnom praksom se bavila 27 godina i postala predsjednicom odvjetničke komore u Dallasu i Teksasu. Krajem 1980-ih je bila pristaša konzervativnog krila Demokratske stranke, ali se kasnije priključila republikancima. Dugo godina je bila osobni advokat i bliski prijatelj Georgea W. Busha te sudjelovala u njegovim kampanjama.
3. listopada. 2005. godine ju je predsjednik Bush imenovao za sutkinju Vrhovnog suda SAD. Imenovanje je doživjelo oštre kritike od strane demokratskih, ali i republikanskih senatora. Prvi su joj zamjerali nedostatak stručnosti i preveliku bliskost predsjedniku, a potonji nedostatak čvrstih konzervativnih stavova o abortusu i drugim važnim društvenim pitanjima. 27. listopada je povukla kandidaturu, a Bush je umjesto nje nominirao naknadno izabranog Samuela Alita.